# Нормализация (термообработка)
Нормализа́ция (нормализацио́нный о́тжиг) — вид термической обработки, заключающийся в нагреве до определённой температуры, выдержке и последующем охлаждении. Данный вид применяется преимущественно при термообработке стали. Также применяется при термообработке чугуна, сплавов меди и некоторых других сплавов.
При нормализации доэвтектоидные стали нагреваются до температуры на 50 °C выше критической точки завершения превращения избыточного феррита в аустенит AC3, а заэвтектоидные до температуры на 50 °C выше точки завершения превращения избыточного цементита в аустенит Acm. Нагревание ведется до полной перекристаллизации. Охлаждение производится на воздухе в цехе. В результате сталь приобретает мелкозернистую, однородную структуру. Твердость, прочность стали после нормализации выше на 10-15 %, чем после отжига.
Структура низкоуглеродистой стали после нормализации феррито-перлитная, такая же, как и после отжига, а у средне- и высокоуглеродистой стали — сорбитная. В некоторых случаях нормализация может заменить для низкоуглеродистой стали отжиг, а для высокоуглеродистой — улучшение (закалку с высоким отпуском). Часто нормализацию используют для подготовки стали к закалке. Нормализация обеспечивает большую производительность и лучшее качество поверхности при обработке резанием.